# NGC 110
NGC 110 је расејано звездано јато у сазвежђу Касиопеја које се налази на NGC листи објеката дубоког неба.
Деклинација објекта је + 71° 23' 26" а ректасцензија 0h 27m 25,4s. Привидна величина (магнитуда) објекта NGC 110 износи 14,1. NGC 110 је још познат и под ознакама OCL 300.